# ريتشارد نيلسون
ريتشارد نيلسون (بالإنجليزية: Richard R. Nelson)‏ (و. 1930 – م) هو عالم اقتصاد، وأستاذ جامعي، من الولايات المتحدة الأمريكية، ولد في مدينة نيويورك، هو عضوٌ في الأكاديمية الأمريكية للفنون والعلوم.

## التعليم
تعلم في كلية أوبرلين.

## مناصب وهيئات
أدار جامعة مانشستر، وجامعة كولومبيا.